# Dellach (Gemeinde Sankt Georgen am Längsee)

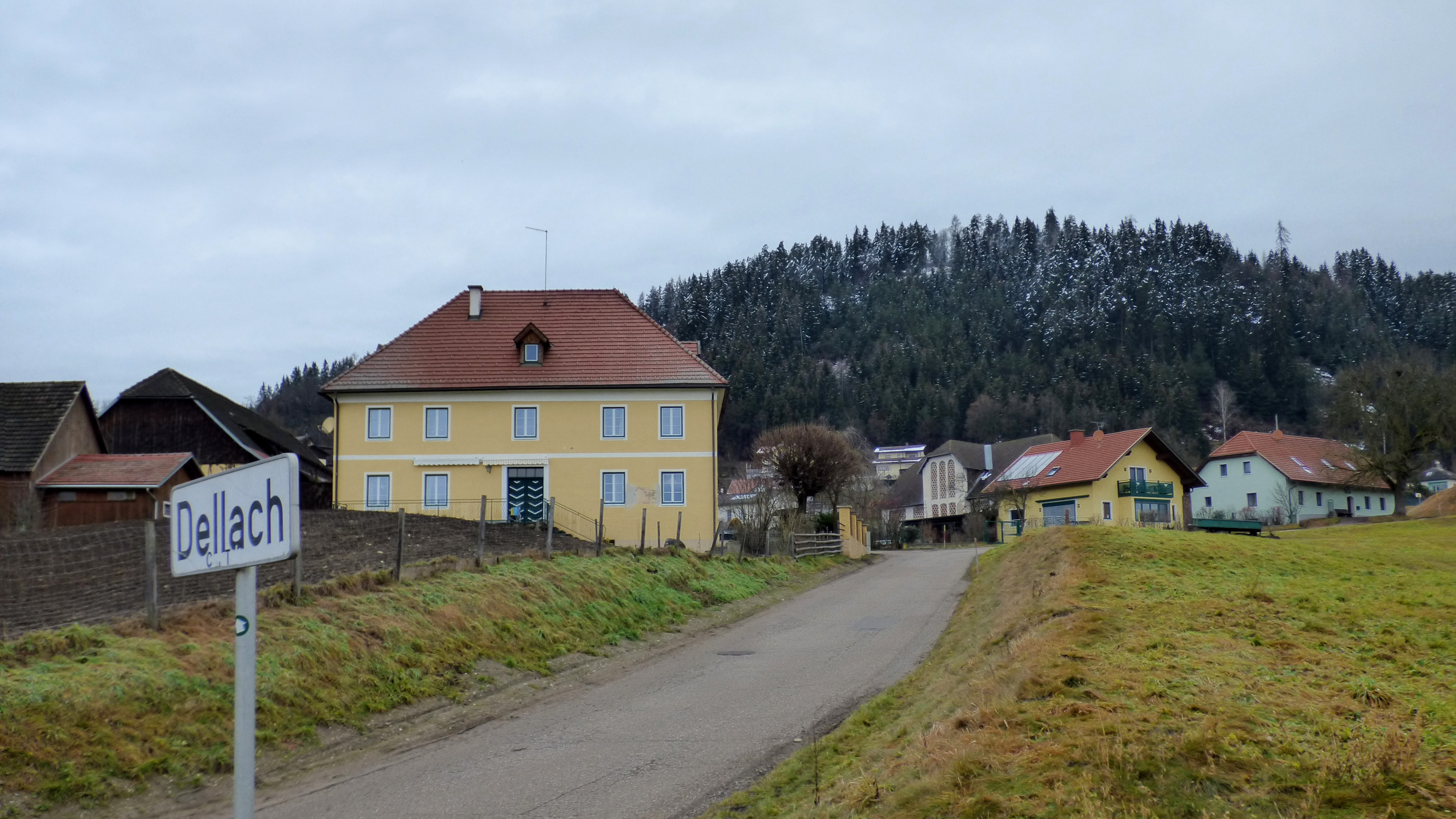
Dellach, Ansicht von Süden

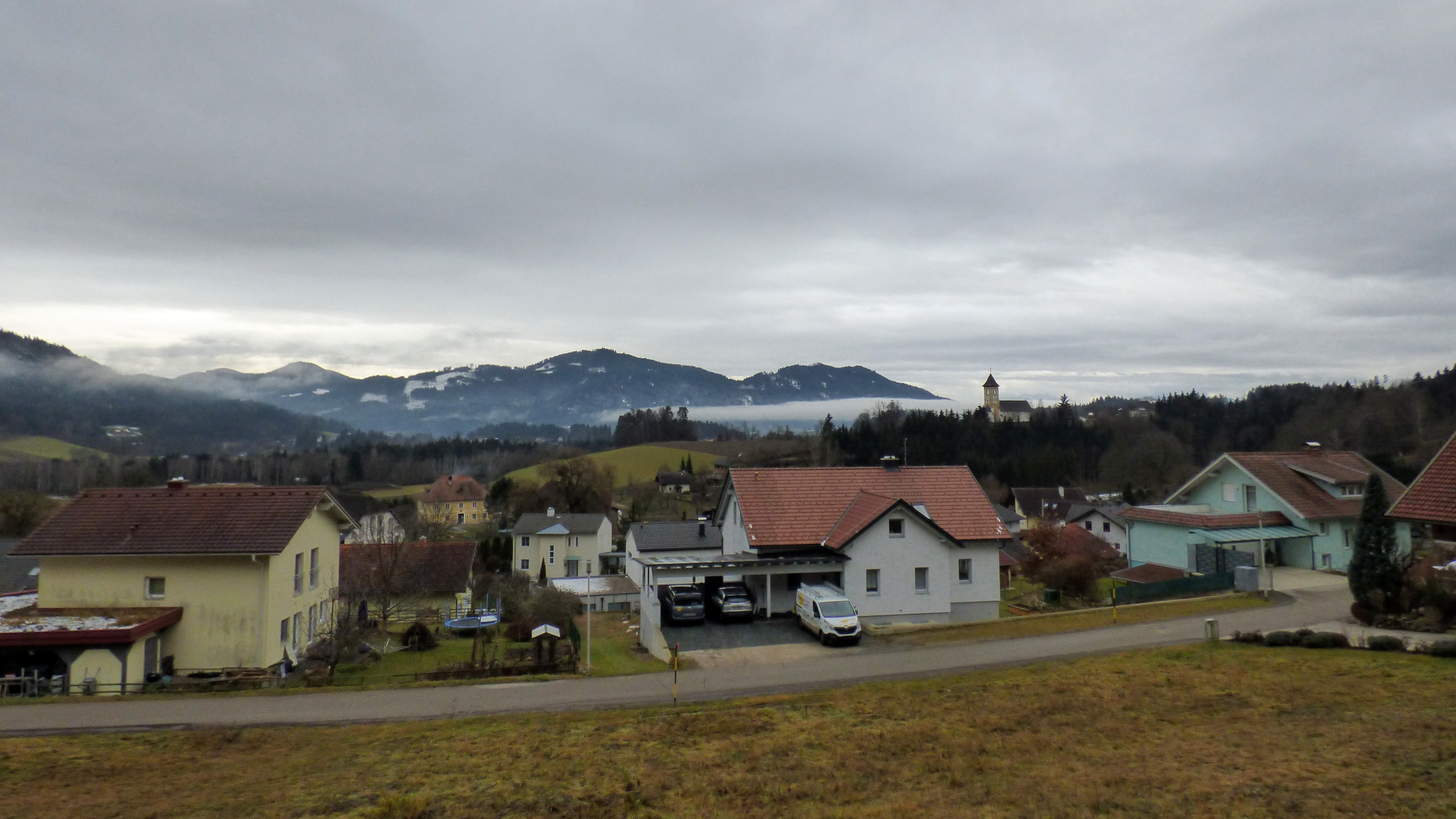
Dellach, Ansicht von Norden

Dellach ist eine Ortschaft in der Gemeinde St. Georgen am Längsee im Bezirk Sankt Veit an der Glan in Kärnten (Österreich). Die Ortschaft hat 77 Einwohner (Stand 1. Jänner 2024). Sie liegt auf dem Gebiet der Katastralgemeinden Goggerwenig und Sankt Georgen am Längsee.

## Lage
Die Ortschaft liegt im Süden des Bezirks Sankt Veit an der Glan, im Sankt Veiter Hügelland, südwestlich des Längsees. Der Ort liegt großteils in der Katastralgemeinde Goggerwenig, ein Haus am nördlichen Ortsrand liegt in der Katastralgemeinde Sankt Georgen am Längsee. Dellach ist seit Ende des 20. Jahrhunderts stark nach Norden hin gewachsen; durch die Zersiedelung ist der Ort nun im Nordwesten mit Schwag, einem Ortschaftsbestandteil von St. Peter, zusammengewachsen.

## Geschichte
In der Steuergemeinde Goggerwenig liegend, gehörte Dellach in der ersten Hälfte des 19. Jahrhunderts zum Steuerbezirk Osterwitz. Bei Gründung der Ortsgemeinden im Zuge der Reformen nach der Revolution 1848/49 kam Dellach an die Gemeinde Sankt Georgen am Längsee.

## Bevölkerungsentwicklung
Für die Ortschaft ermittelte man folgende Einwohnerzahlen:
- 1869: 5 Häuser, 35 Einwohner[2]
- 1880: 5 Häuser, 18 Einwohner[3]
- 1890: 3 Häuser, 9 Einwohner[4]
- 1900: 2 Häuser, 9 Einwohner[5]
- 1910: 3 Häuser, 19 Einwohner[6]
- 1923: 5 Häuser, 51 Einwohner[7]
- 1934: 45 Einwohner[8]
- 1961: 6 Häuser, 46 Einwohner[9]
- 2001: 10 Gebäude (davon 10 mit Hauptwohnsitz) mit 11 Wohnungen; 35 Einwohner und 3 Nebenwohnsitzfälle; 11 Haushalte; 1 Arbeitsstätte, 4 land- und forstwirtschaftliche Betrieb[10]
- 2011: 28 Gebäude, 79 Einwohner, 26 Haushalte, 4 Arbeitsstätten[11]
- 2021: 31 Gebäude, 89 Einwohner, 30 Haushalte, 6 Arbeitsstätten[12]